# گری راوکان
گری راوکان (به انگلیسی: Gary Ruvkun)؛ زادهٔ ۲۶ مارس ۱۹۵۲، ژنتیک‌دان، و استاد دانشکده پزشکی هاروارد اهل ایالات متحده آمریکا است. وی در سال ۲۰۲۴ به همراه ویکتور آمبروس برندهٔ جایزه نوبل فیزیولوژی یا پزشکی شد.  او همچنین برندهٔ جوایزی همچون جایزه گروبر در ژنتیک، جایزه لوئیزا گراس هوروویتس، نشان بنجامین فرانکلین، جایزه بریکترو در علوم زیستی، جایزه گاردینر، جایزه ولف در پزشکی، و جایزه نوبل فیزیولوژی یا پزشکی شده است.